# Поэма о Нале и Дамаянти
«Поэма о Нале и Дамаянти», также «Сказание о Нале»; в переводе Жуковского — «Наль и Дамаянти», — наиболее популярный эпизод из «Махабхараты» (книга третья — «Араньякапарва», главы 50-79), широко известный не только в самой Индии, но и во всём мире. В XIX веке сказание было переведено на все европейские языки. Это история о древнеиндийском царе Нале и его верной жене Дамаянти, ставшей для древних индийцев таким же идеалом верной жены, как у древних греков — Пенелопа.
К литературным достоинствам поэмы принадлежат яркое воспроизведение картин роскошной природы Индии и нежных чувств Дамаянти, доходящей до героического самоотвержения в любви к мужу.
Характер Налы развит слабее; интерес к его душевной жизни отчасти ослабляется тем, что проявления его героизма (например, освобождение царя змеев из пылающего леса) облегчены чудесными физическими свойствами, данными ему богами, а его предосудительные поступки объясняются влиянием злого духа, который вселился в его душу и омрачил его сознание. Нравственно Нала возвышается лишь во второй части поэмы, когда, освободившись от умственного помрачения, он предается угрызениям совести и тоске по жене, считая её погибшей.

## Содержание

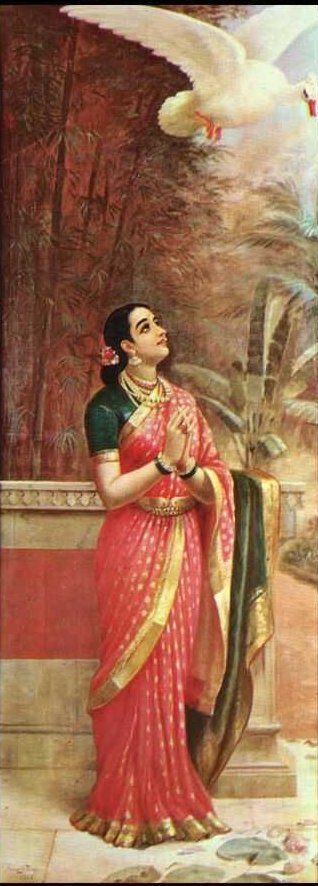

Имя Дамаянти означает «сдерживающая», «укрощающая» (свои чувства), и было ей дано отцом, царём города Видарб, Бхимой (Бимой), в честь брахмана-отшельника Дамана, который предсказал до того бездетному царю, что у него родится прекрасная дочь и три славных сына.
Молва о необычайной красоте Дамаянти дошла до нишадского молодого царя Налы, который стал мечтать о красавице. Однажды он поймал златокрылого гуся или фламинго, и тот человеческим голосом просил Налу отпустить его на волю, обещая прославлять его перед Дамаянти. Птица исполнила обещание и, полетев к царевне, сказала ей, что Нала красивейший и благороднейший между людьми. Дамаянти стала с тех пор всем сердцем стремиться к Нале и предавалась любовной тоске.
Опасаясь за её здоровье, отец решил предоставить ей свободный выбор супруга («сваямвару») и для этой цели устроил празднество, на которое пригласил всех царей Индии.
Отправился туда и Нала. На пути он встретил богов Индру, Агни, Варуну и Яму, которые также отправлялись на сваямвару Дамаянти и поручили Нале быть их посланником и ходатаем. Однако Дамаянти предпочла богам смертного и объявила Нале, что выйдет только за него.
Отпраздновав свадьбу, молодые отправились в родной город Налы. Дамаянти подарила мужу двух прекрасных детей; Нала прославился справедливостью и благочестием.

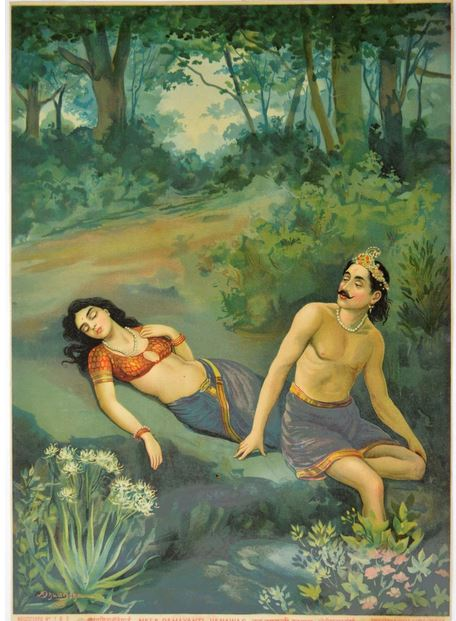
Нала оставляет Дамаянти

Затем для супругов наступил период испытаний. Злые духи Кали и Двапара, завидуя счастью Налы, решили воспользоваться его единственной слабостью — его страстью к игре в кости. Под влиянием обоих демонов Нала принимает предложение своего брата Пушкары играть в кости и увлекается до такой степени, что проигрывает своё царство, всё имущество, даже платье. Остаётся поставить на ставку жену, и Пушкара предлагает это Нале. Но тот решительно отказывается и вместе с несчастной полуодетой Дамаянти удаляется в девственные леса, где бродит в бессознательном состоянии.
Находясь всё ещё под влиянием демона, он покидает жену во время её сна и убегает в чащу леса. Далее поэма следит отдельно за похождениями мужа и жены.
Оказав услугу царю змей, Нала избавляется от демона, изменяет чудесным образом свой наружный вид, стыдясь людей, и поступает возницей на службу к царю города Айодхьи (Айодии) Ритупарну, который обладает необыкновенным искусством играть без проигрыша в кости.
Дамаянти, покинутая в лесу, поэтически изливает свою скорбь о муже перед всей природой, подвергается ряду опасностей и, наконец, находит приют при дворе царицы города Чеди, где живёт некоторое время, а затем, разысканная отцом, возвращается к нему. Не оставляя надежды вернуть к себе Налу, она рассылает по всем княжествам Индии брахманов, приказав им всюду повторять её призыв к мужу, чтобы её мольбы дошли до Налы.
Один из посланных брахманов по некоторым признакам заподозрил Налу в вознице царя айодийского и сообщил об этом Дамаянти. Она, убедившись, что муж под влиянием чувства стыда не хочет к ней вернуться, решается прибегнуть к последнему средству: велит сообщить царю Айодии, что она, лишившись мужа, снова желает избрать супруга в определённый день.
Царь Ритупарна, узнав об этом лишь накануне назначенного срока, призывает своего возницу Вахуку (то есть Налу), умевшего заставлять коней нестись с быстротой ветра, и приказывает ему доставить его ко двору отца Дамаянти за несколько часов. Вахука ставит условие, чтобы царь научил его игре в кости без проигрыша, что тот и исполняет. Доставив Ритупарну, Вахука всячески старается скрыть от Дамаянти, что он Нала в изменённом виде. Но Дамаянти узнаёт его по разным приметам и с целью тронуть его сердце приказывает няньке подвести к нему его детей. При виде детей Нала прослезился, принял прежний вид и умолял Дамаянти простить ему причинённое ей горе. Супруги сошлись снова, и Нала отыграл у Пушкары проигранное ему царство и богатство.

## Отражение в культуре
Литературные переводы
- Перевод начала поэмы Александром Вельтманом был опубликован в «Отечественных записках» (№ 5, 1839) под названием «Нало»[3].
- Художественный перевод Василия Жуковского (1841—1842) — Наль и Дамаянти, Индийская повесть (отдельное изд. 1844) — не близок к оригиналу, так как Жуковский перелагал в русские стихи немецкий перевод поэта Рюккерта[1].
- Почти дословный перевод санскритского оригинала на латинский язык принадлежит санскритологу Францу Боппу и носит заглавие «Nalus-Maha-Bharati episodium» (3-е изд. Берлин, 1868).

В музыке
- «Наль и Дамаянти» — опера Антона Аренского, поставленная в 1904 году по одноимённой повести Василия Жуковского.